# 20e Grammy Awards
De twintigste editie van de jaarlijkse Grammy Awards uitreiking vond plaats op 23 februari 1978 in het Shrine Auditorium in Los Angeles. Presentator was countryzanger John Denver, die daarmee de plek innam van Andy Williams die de ceremonie een aantal jaren had gepresenteerd.
De meest succesvolle platen van 1977, Hotel California van The Eagles en Rumours van Fleetwood Mac, wonnen de belangrijkste Grammy's. Maar beide bands waren eigenlijk de enige rock-acts die in de prijzen vielen; de overige belangrijke categorieën werden gewonnen door de steeds populairder wordende middle of the road/easy-listeningstijl. Voorbeeld hiervan was zangeres Debby Boone, die een nummer 1-hit had gehad met de ballad You Light Up My Life. Zij kreeg de Grammy voor beste nieuwe artiest. Een andere ster in hetzelfde genre, Barbra Streisand, won een paar prijzen voor haar thema uit de film A Star is Born, Evergreen. Het was voor het eerst sinds 1966 dat Barbra weer eens een Grammy won. Evergreen  won in totaal drie Grammy's; twee voor Streisand en een voor de arrangeur.
The Eagles wonnen twee Grammy's, voor Record of the Year (voor Hotel California) en - enigszins opmerkelijk - voor Best Arrangement for Voices, een prijs voor het beste arrangement. Die Grammy kreeg de band voor haar arrangement op New Kid in Town.
Fleetwood Mac won weliswaar de belangrijke Album of the Year categorie met Rumours, maar opmerkelijk genoeg bleef het bij die ene Grammy.
De meeste Grammy's werden echter niet door een popster gewonnen, maar door een componist: John Williams won drie Grammy's voor zijn muziek voor de film Star Wars.
Opvallend was dat de prestigieuze categorie voor Song of the Year niet door één, maar door twee liedjes werd gewonnen: You Light Up My Life en Evergreen gingen met de eer strijken. Het was de enige keer dat deze categorie in een ex aequo winnaar eindigde.
Een andere opmerkelijke winnaar was Leo Sayer, die een Grammy won voor zijn nummer You Make Me Feel Like Dancing in de categorie Best R&B Song. Deze categorie wordt normaliter gewonnen door zwarte artiesten, maar dit jaar was het voor het tweede opeenvolgende jaar dat een blanke artiest er met die Grammy vandoor ging. Een jaar eerder was het Boz Scaggs geweest voor Lowdown.
In de klassieke categorieën waren het de vaste winnaars die weer een Grammy aan hun totaal konden toevoegen. Dirigent Georg Solti won zijn elfde Grammy, Leonard Bernstein zijn negende, Vladimir Horowitz zijn veertiende en Arthur Rubinstein zijn tiende.
De meest toepasselijke Grammy was er voor country-artiest Hargus "Pig" Robbins, die met zijn instrumentale nummer Country Instrumentalist of the Year heel toepasselijk de Grammy won voor beste instrumentale country-opname van het jaar.

## Winnaars

### Algemeen
- Record of the Year
  - "Hotel California" - The Eagles (uitvoerenden); Bill Szymczyk (producer)
- Album of the Year
  - "Rumours" - Fleetwood Mac (uitvoerenden); Fleetwood Mac, Ken Dashut & Richard Caillat (producers)
- Song of the Year
  - Barbra Streisand & Paul Williams (componisten) voor "Evergreen (Love Theme from A Star Is Born)" (Barbra Streisand, uitvoerende)
en
  - Joe Brooks (componist) voor "You Light Up My Life" (uitvoerende: Debby Boone)
- Best New Artist
  - Debby Boone

### Pop
- Best Pop Vocal Performance (zangeres)
  - "Evergreen (Love Theme from A Star Is Born)" - Barbra Streisand
- Best Pop Vocal Performance (zanger)
  - "Handy Man" - James Taylor
- Best Pop Vocal Performance (duo/groep)
  - "How Deep Is Your Love" - Bee Gees
- Best Pop Instrumental Performance
  - "Star Wars" - John Williams

### Country
- Best Country Vocal Performance (zangeres)
  - "Don't It Make My Brown Eyes Blue" - Crystal Gayle
- Best Country Vocal Performance (zanger)
  - "Lucille" - Kenny Rogers
- Best Country Vocal Performance (duo/groep)
  - "Heaven's Just A Sin Away" - The Kendalls
- Best Country Instrumental Performance
  - "Country Instrumentalist of the Year" - Hargus "Pig" Robbins
- Best Country Song
  - Richard Leigh (componist) voor "Don't It Make My Brown Eyes Blue" (uitvoerende: Crystal Gayle)

### R&B
- Best R&B Vocal Performance (zangeres)
  - "Don't leave me this way" - Thelma Houston
- Best R&B Vocal Performance (zanger)
  - "Unmistakably Lou" - Lou Rawls
- Best R&B Vocal Performance (duo/groep)
  - "Best of my Love" - The Emotions
- Best R&B Instrumental Performance
  - "Q" - The Brothers Johnson
- Best R&B Song
  - Leo Sayer & Vini Poncia (componisten) voor "You Make Me Feel Like Dancing" (uitvoerende: Leo Sayer)

### Folk
- Best Ethnic or Traditional Recording
  - "Hard Again" - Muddy Waters

### Gospel
- Best Gospel Performance (modern of religieus)
  - "Sail On" - The Imperials
- Best Gospel Performance (traditioneel)
  - "Just A Little Talk With Jesus" - The Oak Ridge Boys
- Best Soul Gospel Performance (modern)
  - "Wonderful!" -  Edwin Hawkins Singers
- Best Soul Gospel Performance (traditioneel)
  - "Live at Carnegie Hall" - James Cleveland
- Best Inspirational Performance (religieus)
  - "Home Where I Belong" - B.J. Thomas

### Jazz
- Best Jazz Vocal Performance
  - "Look To The Rainbow" - Al Jarreau
- Best Jazz Performance (solist)
  - "The Giants" - Oscar Peterson
- Best Jazz Performance (groep)
  - "Live From The Showboat" - The Phil Woods Six
- Best Jazz Performance (big band)
  - "Prime Time" - Count Basie

### Latin
- Best Latin Recording
  - "Dawn (Amenecer)" - Mongo Santamaria

### Klassieke muziek
Vetgedrukte namen ontvingen een Grammy. Overige uitvoerenden, zoals orkesten, solisten e.d., die niet in aanmerking kwamen voor een Grammy, staan in kleine letters vermeld.
- Best Classical Performance (orkest)
  - "Mahler: Symphony No. 9 in D" - Carlo Maria Giulini (dirigent); Günther Breest (producer)
  - Chicago Symphony Orchestra (orkest)
- Best Classical Performance (vocale solist)
  - "Bach: Arias" - Janet Baker
  - Academy of St Martin-in-the-Fields o.l.v. Neville Marriner
- Best Opera Recording
  - "Gershwin: Porgy and Bess" - John de Main (dirigent); Thomas Z. Shepard (producer)
  - Donnie Albert, Carol Brice & Clamma Dale (solisten); Houston Grand Opera Orchestra (orkest)
- Best Choral Performance (koor)
  - "Verdi: Requiem" - Georg Solti (dirigent); Margaret Hillis (koordirigent)
  - Chicago Symphony Orchestra & Chorus (orkest en koor)
- Best Classical Performance (instrumentale solist, met orkestbegeleiding)
  - "Vivaldi: The Four Seasons" - Itzhak Perlman (solist)
  - London Philharmonic Orchestra (orkest)
- Best Classical Performance (instrumentale solist, zonder orkestbegeleiding)
  - "Beethoven: Piano Sonata No. 18 in E Flat/Schumann: Fantasiestücke, Op. 12" - Arthur Rubinstein
- Best Chamber Music Performance (kamermuziek)
  - "Schönberg: Quartets for Strings (Complete)" - Juilliard String Quartet
- Best Classical Album
  - "Concert of the Century - Celebrating the 85th Anniversary of Carnegie Hall" - Dietrich Fischer-Dieskau, Isaac Stern, Lyndon Woodside, Mstislav Rostropovich, Vladimir Horowitz & Yehudi Menuhin (solisten); Leonard Bernstein (dirigent); Thomas Frost (producer)
  - New York Philharmonic (orkest)

### Comedy
- Best Comedy Recording
  - "Let's Get Small" - Steve Martin

### Composing & Arranging (Compositie & Arrangementen)
- Best Instrumental Composition
  - "Star Wars Main Title" - John Williams (componist)
- Best Original Score Written for a Motion Picture or TV Special (Beste film- of tv-soundtrack)
  - John Williams (componist) voor "Star Wars"
- Best Instrumental Arrangement (Beste instrumentale arrangement)
  - Harry Betts, Perry Botkin Jr. & Barry De Vorzon (arrangeurs) voor "Nadia's Theme (The Young and the Restless)" (Barry De Vorzon, uitvoerende)
- Best Arrangement Accompanying Vocal(s) (Beste arrangement voor een opname met zang)
  - "Ian Freebairn-Smith (arrangeur) voor "Love Theme From 'A Star is Born'"(Barbra Streisand, uitvoerende)
- Best Arrangement for Voices (Arrangement voor zang)
  - The Eagles (arrangeurs/uitvoerenden) voor "New Kid in Town"

### Kinderrepertoire
- Best Recording for Children
  - "Aren't You Glad You're You?" - Christopher Cerf & Jim Timmens (producers)

### Musical
- Best Cast Show Album
  - "Annie" - Charles Strouse & Martin Charnin (componisten); Charles Strouse & Larry Morton (producers)

### Hoezen
- Best Album Package
  - John Kosh (ontwerper) voor "Simple Dreams" (Linda Ronstadt, uitvoerende)
- Best Album Notes (Beste hoestekst)
  - George T. Simon (schrijver) voor "A Legendary Performer" (Bing Crosby, uitvoerende)

### Production & Engineering (Productie & Techniek)
- Best Engineered Recording, Non-Classical (Beste techniek op een niet-klassiek album)
  - Al Schmitt, Bill Schnee, Elliot Scheiner & Roger Nichols (technici) voor "Aja" (Steely Dan, uitvoerenden)
- Best Engineered Recording, Classical (Beste techniek op een klassiek album)
  - Kenneth Wilkinson (technicus) voor "Ravel: Bolero" (Chicago Symphony Orchestra o.l.v. Georg Solti, uitvoerenden)
- Producer of the Year
  - Peter Asher

### Gesproken Woord
- Best Spoken Word Recording
  - "The Belle of Amherst" - Julie Harris